# TBCニュースワイド
『TBCニュースワイド』（ティービーシーニュースワイド）とは東北放送（TBCテレビ）にて1974年4月22日から1990年3月30日まで放送された平日夕方のローカルニュース番組である。

## 歴代キャスター
いずれも出演当時は東北放送アナウンサー
- 加藤俊弘
- 西川通
- 高橋厚（最後期のキャスター、後番組の『TBCニュースの森』でメインキャスターを担当）
- 郡和子
- 藤沢智子
- 堀江順子
- 横尾靖恵

ほか

## 放送時間
- 1974年4月22日 - 1990年3月30日 月 - 金曜日18:00 - 18:30（JST/30分）

## その他
- かつてはJNN東北・北海道交換ニュース（当放送局と北海道放送・青森テレビ・岩手放送・福島テレビ→テレビユー福島）を放送していた。

## 関連番組
- JNN夕方ローカルニュース一覧
- ニュースワイド

| TBCテレビ 平日夕方のローカルニュース番組                                                                                     | TBCテレビ 平日夕方のローカルニュース番組 | TBCテレビ 平日夕方のローカルニュース番組 |
| 前番組 | 番組名                                   | 次番組                                   |
| --- | ---------------------------------------- | ---------------------------------------- |
| TBCニュース ※18:50 - 19:00尚、18:50 - 19:00のニュースは 放送時間を縮小して（18:55 - 19:00） 『河北新報ニュース』として継続。 | TBCニュースワイド                        | TBCニュースの森 ※18:30 - 19:00           |
| TBCテレビ 月 - 金曜18:00 - 18:30枠                                                                                           |                                          |                                          |
| 不明 | TBCニュースワイド                        | JNNニュースの森                          |